# Chiesa di Santa Lucia sul Prato
La chiesa di Santa Lucia sul Prato è un luogo di culto cattolico che si trova in via di Santa Lucia nel centro storico di Firenze.

## Storia
Risalente al XIII secolo, nel 1251 venne concessa ai frati Umiliati che stavano cercando una sede vicino all'Arno per svolgere meglio la lavorazione della lana: siamo infatti nella zona del Prato, vicinissimi alla basilica sede principale dell'ordine a Firenze, Ognissanti.
Nel 1547 passò, per volontà della Signoria di Firenze, ai Canonici Regolari di San Salvatore, detti scopetini, come ricompensa della demolizione del monastero di San Pier Gattolino dove essi erano stati collocati dopo l'Assedio di Firenze che aveva comportato l'abbattimento del loro primo monastero, ossia quello di San Donato in Scopeto, dal quale essi traevano il nome. Gli scopetini ristrutturarono la chiesa ed edificarono, di fronte, un convento (oggi scomparso e inglobato negli edifici posti dirimpetto, che mostrano ancora tuttavia le vestigia dell'antico portico) in cui dimorarono fino al 1575, allorché si trasferirono nel nuovo monastero di San Jacopo sopr'Arno. Gli scopetini mantennero comunque il giuspatronato della chiesa di Santa Lucia fino al subentro, nel 1703, della Congregazione della Missione di San Vincenzo de' Paoli. Nel 1720 la chiesa di santa Lucia venne affidata al clero secolare sotto il patronato dei Torrigiani e fra il 1838 ed il 1885 prese l'attuale aspetto neoclassico.

## Descrizione

### Architettura

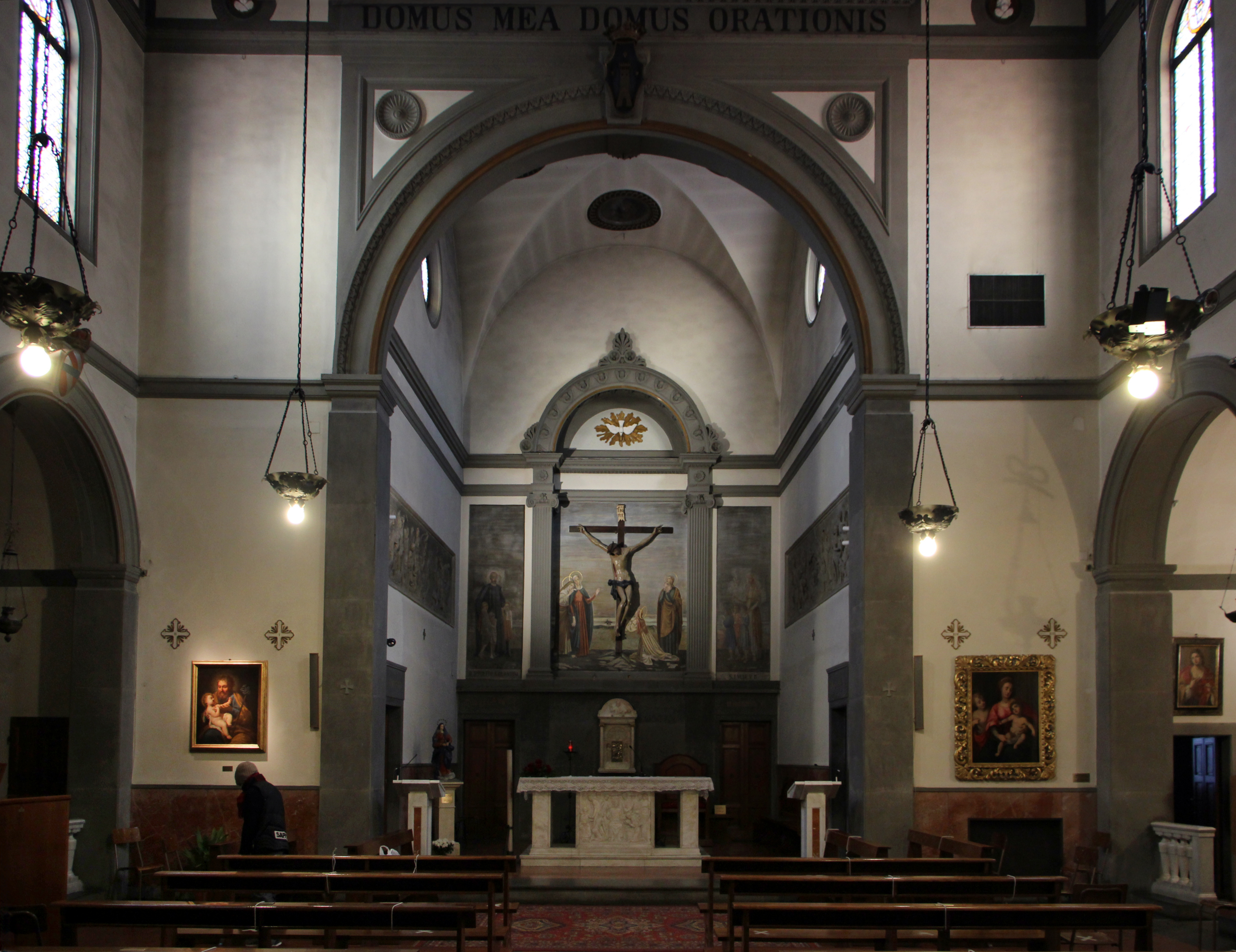
Interno

La chiesa ha un'architettura piuttosto semplice: sulla facciata (su cui si legge la dedica della chiesa a Santa Lucia, in latino) si ha il portone d'ingresso che immette in una bussola in legno: qui si aprono l'ingresso principale, generalmente chiuso (aperto per l'accesso alla chiesa in occasione di cerimonie importanti quali matrimoni o funerali), e due ingressi laterali. La chiesa ha l'aspetto di un grosso cubo: la larghezza è all'incirca identica alla profondità dell'edificio ed all'altezza. La pianta a croce (tipica degli edifici religiosi) è ottenuta ricorrendo a due cappelle poste ai lati dell'unica navata, a formare i bracci, ed al presbiterio (leggermente sopraelevato), dove sorge l'altare maggiore, a formare la testa della croce. La cappella di sinistra contiene il fonte battesimale, spostato in questa zona dopo i lavori di ammodernamento e restauro realizzati a seguito dei danni causati dall'alluvione di Firenze del 1966, dietro al quale è posto un ciclo di bassorilievi in terracotta ricordanti scene dell'Antico Testamento legate al battesimo, posto in loco negli anni ottanta. L'altra cappella contiene un'immagine di Santa Lucia, a cui la chiesa è dedicata. Entrambe le cappelle sono chiuse da piccole balaustre, ricavate da quelle che cingevano il presbiterio e che furono rimosse con i suddetti lavori.
La navata della chiesa è illuminata da due serie di finestroni con vetrate decorate.
Sopra la bussola d'ingresso c'è un piccolo ballatoio su cui poggiano le canne dell'organo della chiesa, che è posto a sinistra della navata.

### Opere d'arte

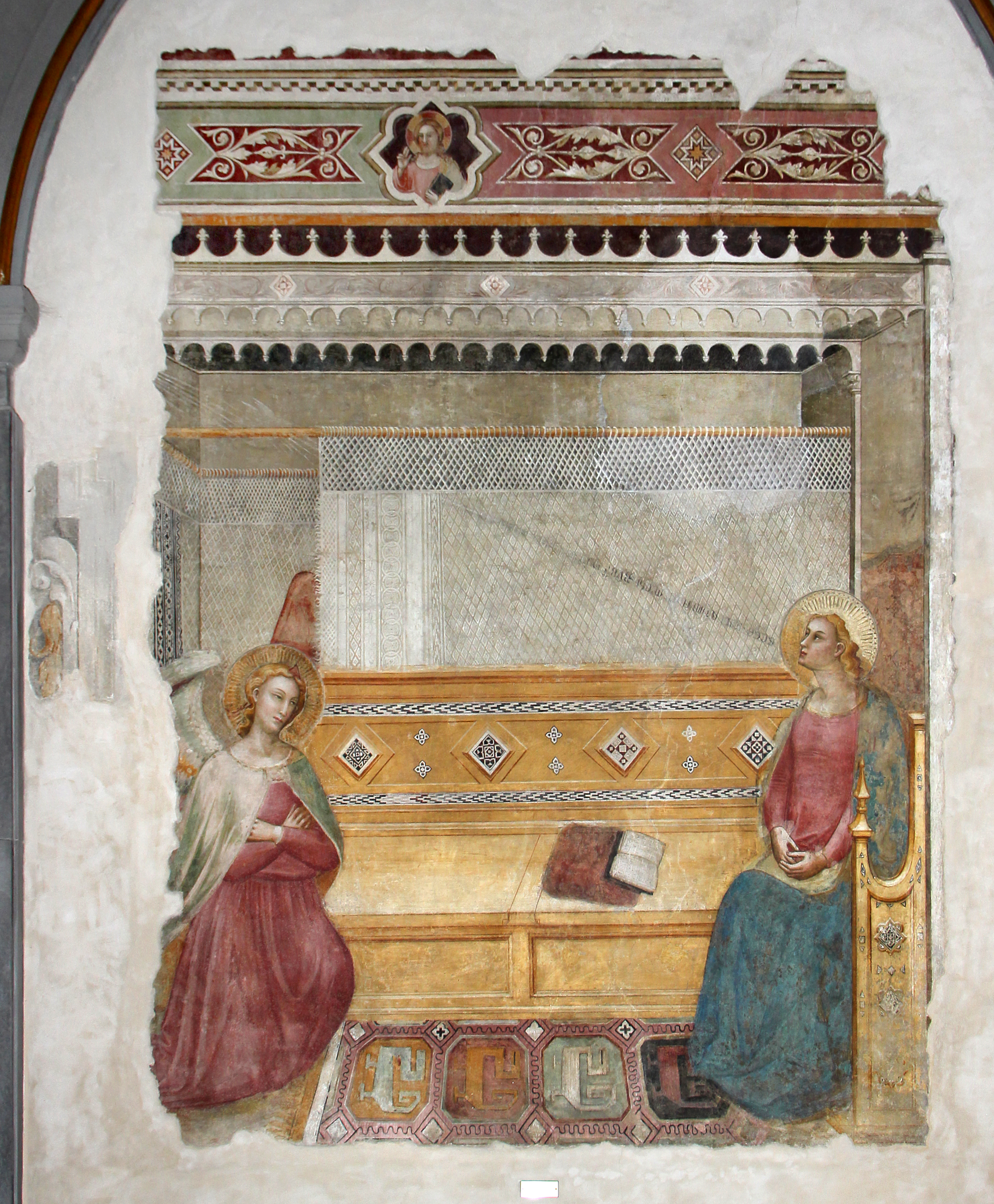
Annunciazione, affresco di autore fiorentino

Sul lato destro della chiesa si trova un affresco di Angelo La Naia, ritraente il Battesimo di Gesù nel Giordano (1952), all'altezza del vecchio fonte battesimale. Sotto l'arcata successiva si trova un altro affresco di epoca recente, opera di Luciano Guarnieri raffigurante la Trasfissione (1984); fra i personaggi raffigurati ai piedi del Cristo sulla croce, lo scrittore Giuseppe Prezzolini.
Sul lato destro si ha un affresco della metà del Trecento raffigurante l'Annunciazione, derivante dall'affresco miracoloso della Santissima Annunziata, e un dipinto su tavola che copia l'Adorazione dei Pastori Sassetti di Domenico Ghirlandaio: è stato attribuito a un pittore tedesco attivo a Firenze alla fine del Quattrocento, Alexander Formoser, padre di Jacopo e Raffaello del Tedesco.
Sul soffitto della navata è presente un grande affresco che ritrae Dio Padre.
L'altare, in marmo bianco, è posto al centro del presbiterio. Dietro ad esso c'è il ciborio, sormontato da un grande crocifisso ligneo. Sul lato destro di quest'ultimo è raffigurato il già menzionato beato Ippolito Galantini. Ai lati sono presenti due bassorilievi raffiguranti scene dell'Antico Testamento.

### Cappella di San Benedetto
Sul lato sinistro della chiesa, con accesso sia dalla strada che dalla cappella del fonte battesimale, si ha la cappella di San Benedetto, forse anticamente il refettorio o l'oratorio dei frati Umiliati (deducibile dai sedili reclinabili presenti ai due lati della cappella), oggi utilizzata come cappella funeraria o per attività parrocchiali.

### Compagnia del Santissimo Sacramento
A fianco della chiesa era la sede della compagnia del Santissimo Sacramento, dove Ippolito Galantini (1565-1619) riuniva i giovinetti per educarli alla dottrina cristiana prima di fondare la Confraternita dei Vanchetoni. Il beato è oggi ricordato su di un affresco ai lati del crocifisso dell'altare, di epoca contemporanea.

### Tabernacolo di Santa Lucia

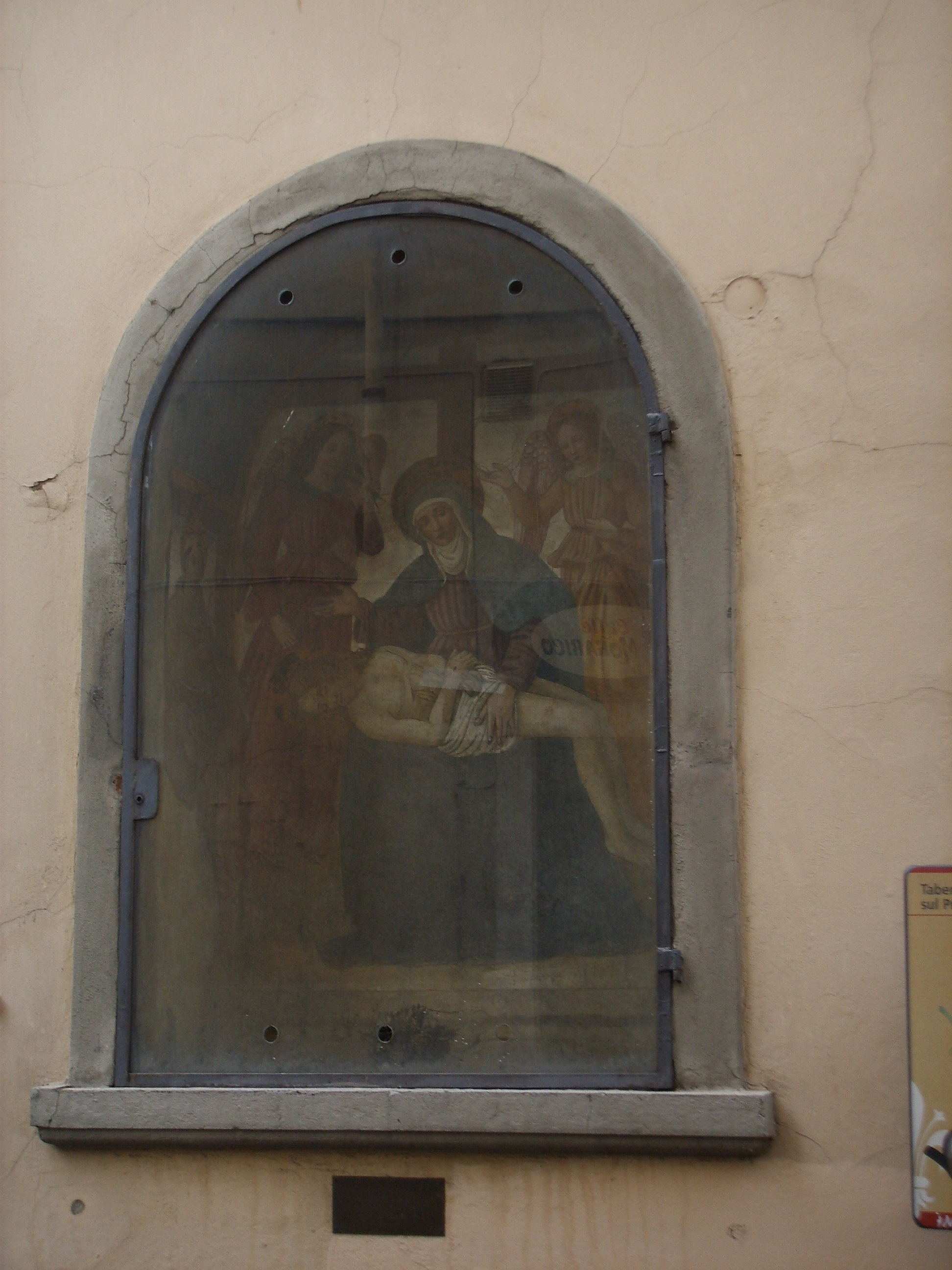
Il tabernacolo di Santa Lucia

Nelle vicinanze si trova anche il Tabernacolo di Santa Lucia, all'angolo con via Palazzuolo, affrescato in una nicchia incassata nel muro con una Pietà con Angeli e santi databile alla fine del Quattrocento. Il pittore è vicino a Francesco Botticini e comunque di ambito ghirlandaiesco con influssi nordici. L'immagine, poco consueta in tabernacoli stradali, è probabilmente legata alla memoria di un'area cimiteriale nei pressi dell'ospedale di via della Scala e annesso all'antica chiesa di Santa Lucia. Le figure di san Francesco e santa Lucia nell'intradosso si richiamano alla devozione popolare per i due santi.
Sull'esterno della chiesa si trova anche una curiosa lapide che testimonia come un "imperator" vinse "proelando lapidibus" (lottando con sassi) nel 1594: si trattava dell'Imperatore del Prato, uno dei capi goliardici delle potenze festeggianti fiorentine.